# Сибусава, Эйити
Эйити Сибусава, 1-й виконт Сибусава (яп. 渋沢 栄一); 16 марта 1840, Hanzawa district — 11 ноября 1931, Nishigahara, Токио) — японский государственный деятель и предприниматель, известный как «отец японского капитализма».

## Биография
Родился в нынешнем районе Тиараидзима города Фукая в префектуре Сайтама, был старшим сыном в зажиточной крестьянской семье, которая занималась земледелием, а также разведением шелкопряда и продажей его коконов. 
С 7 лет изучал «Лунь юй» («Беседы и суждения» Конфуция) и историю вместе со своим двоюродным братом. С 12 лет во время перерывов в сельскохозяйственных работах он посещал школу выдающегося конфуцианца Кайхо Гёсона и школу классического боевого искусства Хакусин Итто-рю Тибы Эйдзиро (направление Гэмбукан) в Эдо, а также другие учебные заведения.
В 1863 году Сибусава, который проникся идеями возвращения власти императору и изгнания иностранцев, с друзьями планировал отрядом из 69 человек напасть на иностранную колонию в Иокогаме. Нападение не состоялось, Сибусаве пришлось скрываться, но ему нашли влиятельного покровителя — князя Хитоцубаси, будущего последнего сёгуна из клана Токугава.
Сначала Сибусава был простым воином в войске князя, но через полтора года его назначили заниматься набором, подготовкой и снабжением княжеского войска. Затем он стал заместителем главы казначейства клана Токугава.
Когда в 1867 году Хитоцубаси стал сёгуном, то его младший брат князь Акитакэ отправился в Париж на Всемирную выставку. Сопровождать его было поручено Сибусаве. По окончании выставки, побывав в нескольких европейских странах, он остался на стажировке в Париже вместе с Акитакэ. 
В декабре 1868 года вернулся в Японию, где стал отвечать за все хозяйство клана Токугава. Он также основал «Коммерческую палату», совмещавшую функции банка и торгового дома. После этого работал в министерстве народных дел (впоследствии — министерство финансов), где занимался налогами, земельным кадастром, принятием уставов государственных банков, введением новой системы мер и весов, учреждением шелкопрядильной фабрики Томиока. В 1872 году он подготовил законопроект о системе национальных банков, затем подготовил законопроект о частной банковской деятельности.
В 1873 году ушёл с государственной службы, чтобы заняться бизнесом. Он возглавил созданный им же в 1871 году Первый национальный банк («Дайити», после слияния 1971 года — «Дайити Кангё», сейчас слился с банком Мидзухо), 12 компаний, еще в 34 занимал руководящие должности, принимал участие в создании 109 предприятий, в 87 был советником и аудитором. Эти компании занимались банковским делом, страхованием, железнодорожным транспортом, морскими перевозками, торговлей, добычей и переработкой ископаемых, химическим производством и электротехническим оборудованием.
Также создал и финансировал около 30 колледжей и несколько университетов, где готовили кадры для государственной службы и бизнеса. 
В 1887 году собрал своих родственников и знакомых, и в течение пяти вечеров повествовал им о своей молодости. Позднее этот рассказ, записанный слушателями, неоднократно издавался в Японии под названием «Беседы дождливыми вечерами» (Амаёгатари).
В 1916 году ушёл со всех постов в коммерческих структурах, чтобы полностью посвятить себя общественной и благотворительной деятельности. Ему был пожалован титул виконта.
Когда Сибусава умер в 1931 году, то император прислал в его дом специального посланника для выражения соболезнований и десятки тысяч человек вышли на улицы Токио, по которым двигался похоронный кортеж.